# Пєсочня (Перемишльський район)
Пєсочня (рос. Песочня) — присілок в Перемишльському районі Калузької області Російської Федерації.
Населення становить 172 особи. Входить до складу муніципального утворення Присілок Пєсочня.

## Історія
Від 2004 року входить до складу муніципального утворення Присілок Пєсочня

## Населення
| 2002 | 2010 |
| ---- | ---- |
| 163  | ↗172 |